# چترهای شربورگ
چترهای شربورگ (فرانسوی: Les Parapluies de Cherbourg‎) فیلمی در ژانر موزیکال به کارگردانی ژاک دمی است که در سال ۱۹۶۴ منتشر شد. از بازیگران آن می‌توان به کاترین دنو و ژاک دمی اشاره کرد. این فیلم در همین سال، برنده نخل طلایی جشنواره فیلم کن شده‌است.